# ІСУ-152-2

ІСУ-152-2

ІСУ-152-2 — дослідна радянська важка самохідна артилерійська установка (САУ) періоду Другої світової війни. У назві машини абревіатура ІСУ означає рос. «Самоходная Установка на базе танка ИС» або рос. «Ис-Установка». Індекс 152-2 означає калібр основного озброєння машини й другу дослідну модифікацію базового варіанта САУ ІСУ-152; в альтернативному найменуванні букви БМ означають гармату великої потужності в порівнянні з базовим варіантом.

## Пам'ятники
Як пам'ятники САУ встановлена:
- в Черкаській області: в селах Козацькому Звенигородського району, Івахнах Монастирищенського району і в місті Тальному.